# Palais Canevari
Le palais Canevari est un palais situé Largo di Santa Susanna, dans le rione Sallustiano de Rome, connu pour avoir été pendant de nombreuses années le siège de l'Istituto Geologico de Roma . Pour cette raison, il est également connu sous le nom de Palazzo dell'Ufficio Geologico. 

## Histoire
Le bâtiment a été conçu et construit par l'ingénieur Raffaele Canevari entre 1873 et 1879 sur commande de Quintino Sella pour abriter le Museo Agrario Geologico de Roma à l'endroit où se trouvait le couvent de l'église voisine de Santa Maria della Vittoria ,. Pendant cent dix ans, le palais a abrité et exposé, derrière les grands vitraux de style Art nouveau de la façade, les collections de minéraux, marbres, fossiles d'animaux, plantes, bois, micro-organismes et squelettes humains des différentes époques qui ont caractérisé l'histoire géologique de l'Italie. À l'aide de techniques innovantes, Canevari a réutilisé des murs préexistants du XVIIe siècle et créé des espaces d'exposition formés de salles soutenues par des piliers en fonte pour accueillir les collections, qui ont été exposées dans des urnes, des vitrines, des étagères spécialement construites et une magnifique galerie entourant un vaste salle de consultation et de traitement des œuvres. L'inauguration du palais, le 3 mai 1885, considéré comme l'un des premiers exemples du style Art nouveau dans les bâtiments publics, fut un événement de grande répercussion en Italie et fut suivie par le roi Humbert Ier en personne. En 1887, Canevari commanda lui-même la construction d'un attique dans le bâtiment central avec la construction d'une galerie au sol de la terrasse reliant les extrémités des deux ailes latérales. 

## Rénovation et incertitudes
En 1995, une rénovation du bâtiment a été approuvée et les collections se sont retrouvées dans des centaines de caisses empilées dans un entrepôt à côté de la gare Termini. Cependant, en 2003, le projet Polo museale nazionale delle Scienze della Terra, qui serait basé au Palazzo Canevari lui-même, a été annulé et le ministère du Trésor a décidé de sécuriser l'édifice pour le privatiser sans définir clairement le sort de plus de 150 000 objets de la collection. La propriété a été acquise par Fintecna SpA et plus tard par Residenziale Immobiliare 2004 SpA, contrôlée par Fintecna Immobiliare SpA. En 2012, les caisses contenant la collection ont été transférées dans un autre entrepôt confié à l'Istituto superiore per la protezione e la ricerca ambientale  . 
Pour compliquer davantage l'histoire du bâtiment, en 2003, des fouilles sous la grande salle centrale ont découvert un complexe monumental de l'époque de la Royauté de Rome, au VIe siècle av. J.-C., qui s'étendait jusqu'au mont Quirinal. Initialement, seules des fouilles d'archéologie préventive ont été effectuées, mais le surintendant Adriano La Regina a obtenu l'autorisation définitive de fouiller le site. La situation en 2015 était que le bâtiment était toujours abandonné, avec seulement quelques travaux en cours , .

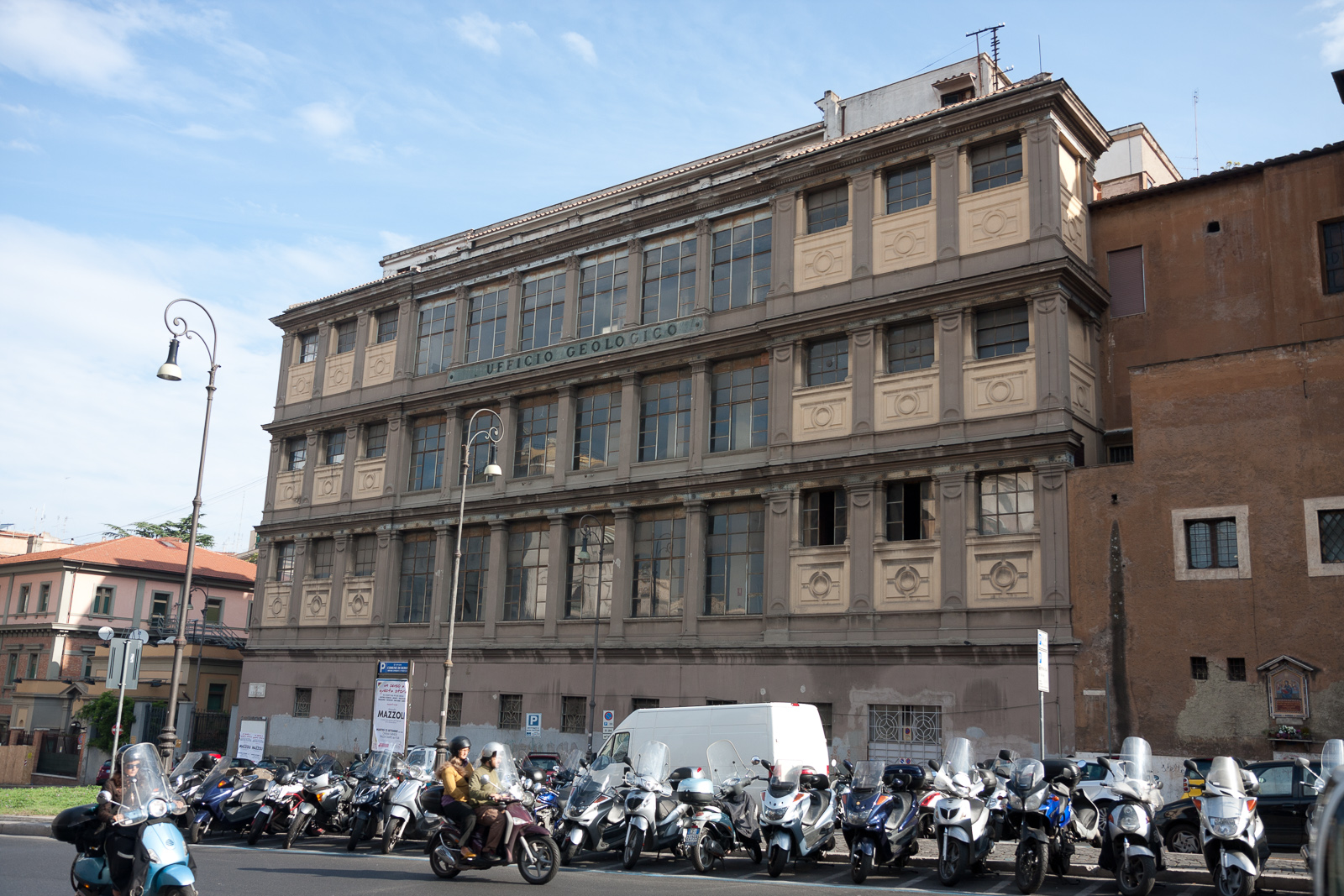
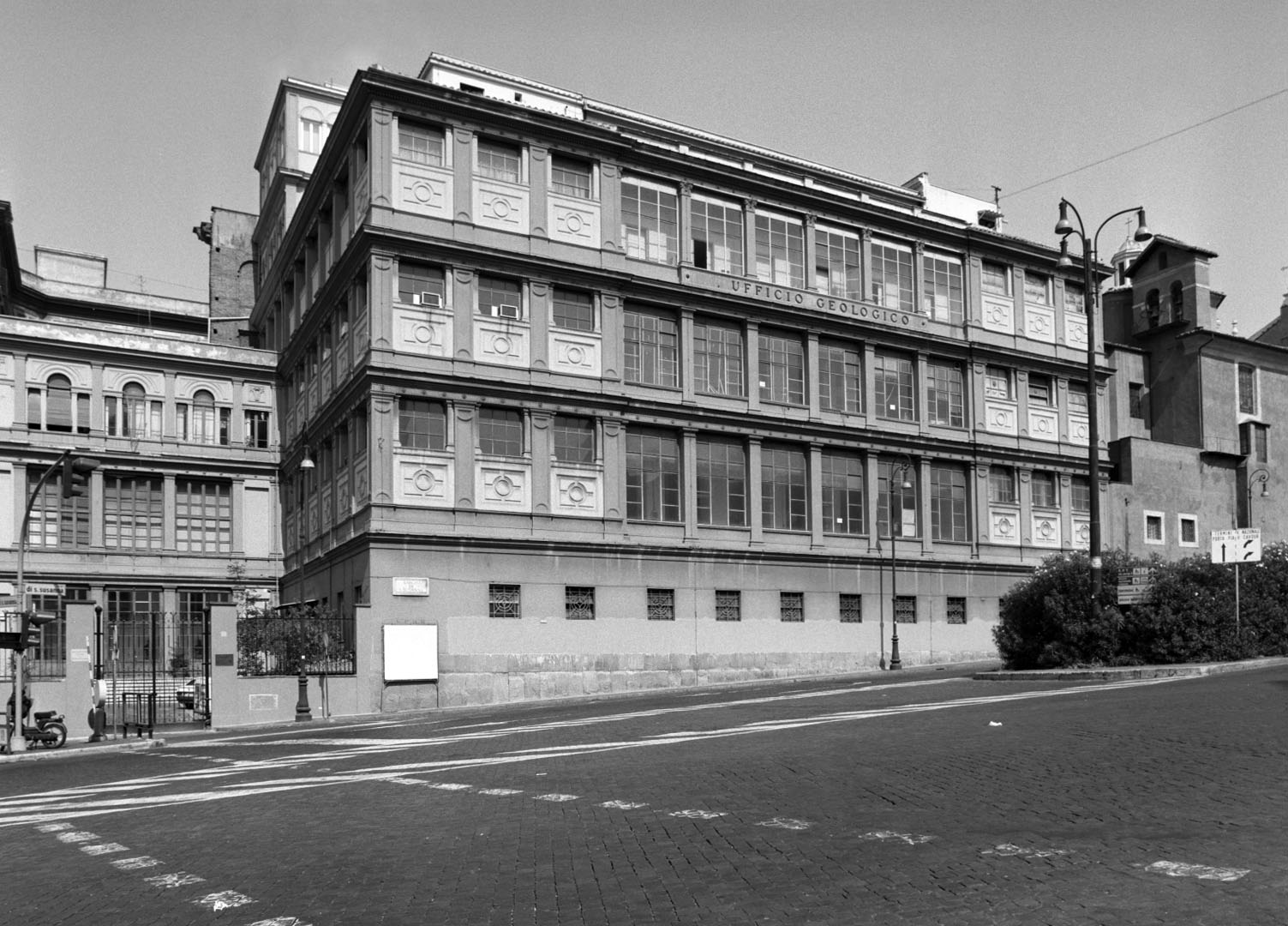
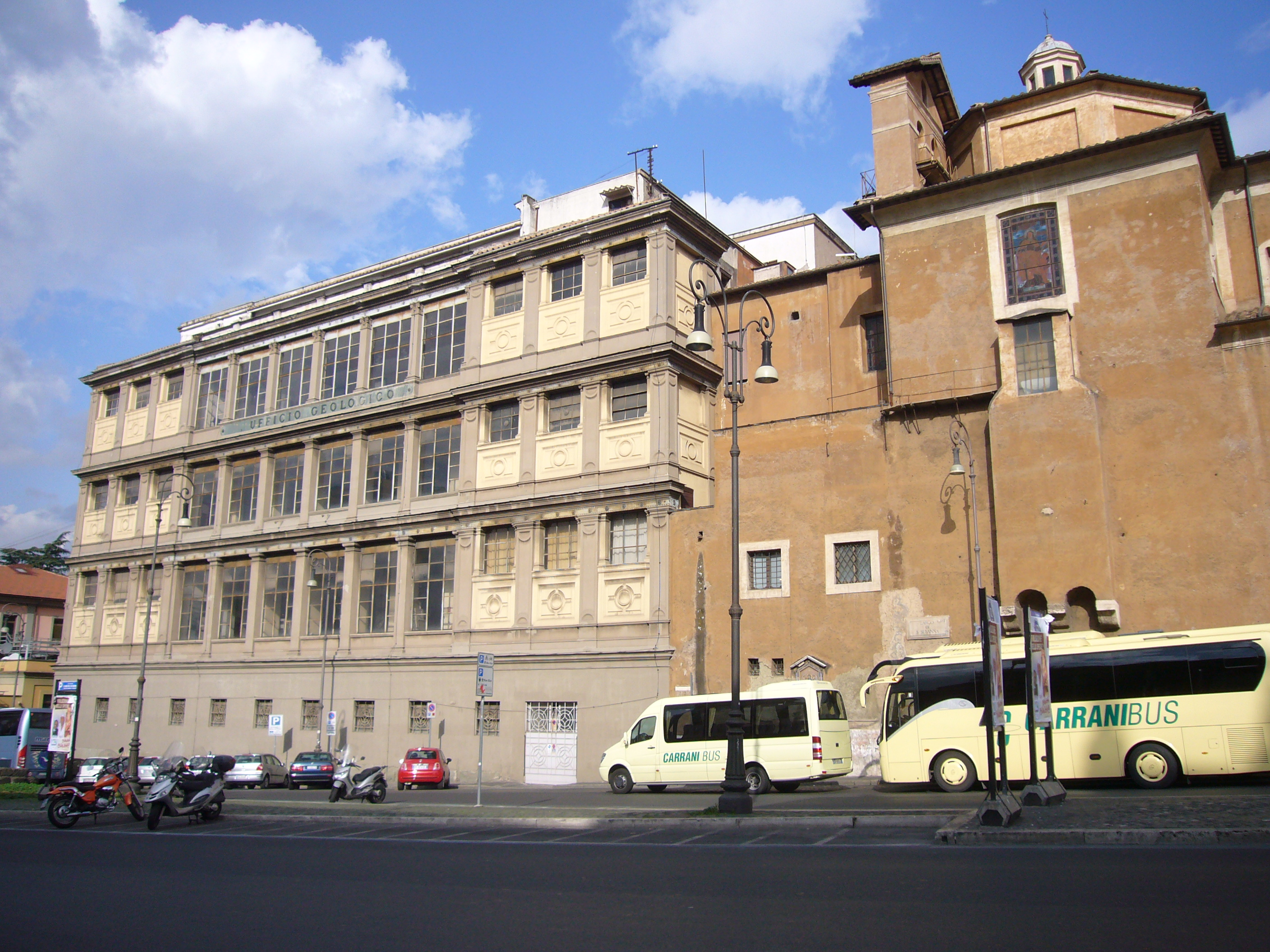